# Radzic II
Radzic II (Kmicic) – polski herb szlachecki, odmiana herbu Radzic

herb Radzic

## Opis herbu
Zgodnie z zasadami heraldycznymi herb powinno się blazonować następująco:
W polu czerwonym kotwica srebrna, po boku której w lewym górnym rogu takaż gwiazda sześciopromienna.
Klejnot – trzy strusie pióra.
Labry czerwone z podbiciem srebrnym.

## Historia herbu
Jest to odmiana herbu Radzic przysługująca Kmicicom osiadłym w XVII stuleciu w powiecie orszańskim na Litwie. Najwcześniejsza wzmianka znajduje się u Kojałowicza z 1656 – Mikołaj Kmicic poeta i jego bratankowie Samuel Kmicic, chorąży orszański i starosta starosielski, znakomity żołnierz – pierwowzór sienkiewiczowskiego Andrzeja Kmicica, oraz jego brat Jan, również żołnierz

## Herbowni
Tadeusz Gajl podaje następujące nazwiska (p. linki zewnętrzne) herbownych:
Kmicic, Rajpolski